# Сан Пјетро (Сондрио)
Сан Пјетро је насеље у Италији у округу Сондрио, региону Ломбардија.
Према процени из 2011. у насељу је живело 948 становника. Насеље се налази на надморској висини од 224 м.